# KRE-010
KRE-010은 대한민국 항공우주연구원이 개발중인 추력 10톤의 액체연료 로켓 엔진이다. 한국이 개발하는 최초의 다단연소 엔진이다.

## 역사
나로호 2단, 누리호 3단 KRE-007 엔진은 재점화가 되지 않는다. 2030년 "한국판 팰컨 9"인 중궤도 정지궤도 발사체 2단에 사용될 KRE-010은 3회 재점화가 가능하다.
2018년 12월 6일, 100초 연소시험에 성공했다.
2019년 1월 16일, 600초 연소시험에 성공했다.
한국 정부의 보고서에는, 선진국들이 거의 예외없이, 추력 10톤, 30톤, 75톤 순서로 개발했다고 하여, 앞으로 30톤급, 75톤급 다단엔진 개발도 예상해 볼 수 있다. 그러나, 항우연은 그런 계획을 구체적으로 밝힌 적은 없다. 
대신 새로운 엔진인 KARI 100톤급 로켓엔진에 다단연소 방식을 채택하였다.

## 같이 보기
- 로켓
- 항공우주공학